# Brokat (ozdoba)

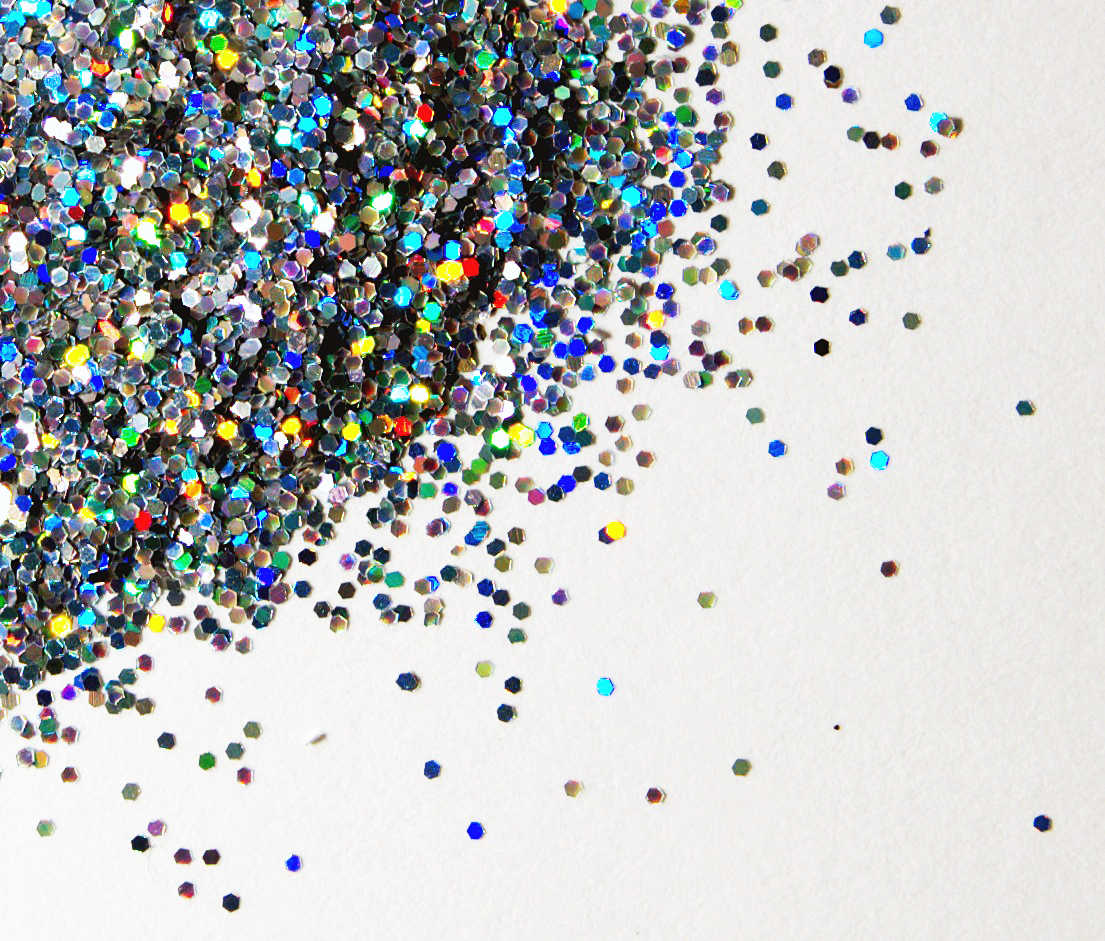

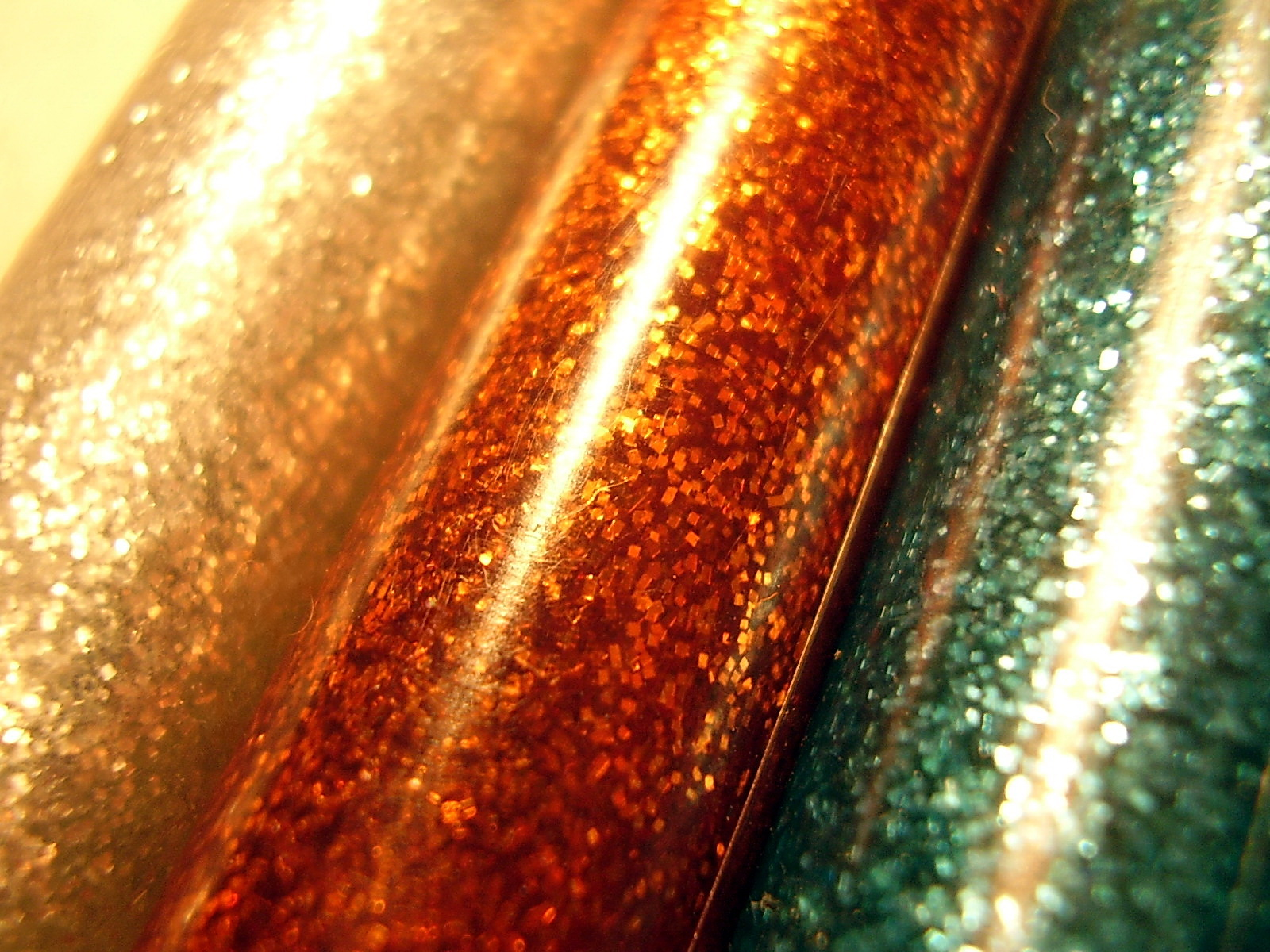
Brokat w żelu

Brokat – błyszczące, metaliczne: srebrne, złote lub kolorowe drobinki, służące do ozdoby ciała lub włosów. Brokat do zdobienia ciała występuje w formie spreju lub żelu bądź jako dodatek, np. w lakierze do paznokci. Wśród dzieci i nastolatek popularne są także długopisy czy kleje z brokatem, służące do wykonywania błyszczących rysunków.
Brokat jako mikroplastik jest niebezpieczny dla środowiska naturalnego, ponieważ gdy znajdzie się w wodzie, wydaje się być atrakcyjnym pożywieniem dla wodnych zwierząt i dostaje się do ich organizmów. Badanie przeprowadzone przez profesora Richarda Thompsona dowiodło, że jego cząstki można znaleźć w organizmach jednej trzeciej wszystkich ryb poławianych w Wielkiej Brytanii.